# Babar (Insel)
Babar (in alter Literatur auch Baba oder Babber; indonesisch Pulau Babar) ist eine indonesische Insel.

## Geographie
Mit 32 Kilometern im Durchmesser ist die kreisrunde Insel Babar die größte der Babarinseln. Sie gehören zum Regierungsbezirk (Kabupaten) der Südwestmolukken (Provinz Maluku). In Nord-Süd-Richtung wird die Insel in die zwei Subdistrikte (Kecamatan) Pulau-Pulau Babar im Westen und Babar Timur (Ost-Babar) im Osten geteilt. Hauptort von Pulau-Pulau Babar ist Tepa an der Westküste Babars und von Babar Timur Letwurung (Tutuwawang) an der Ostküste. Südlich befinden sich die Timorsee und die Arafurasee, nördlich die Bandasee.
Das hüglige Babar erreicht nah dem Inselzentrum eine Höhe von 833 m und ist dünn bewaldet mit Bergwäldern mit Teakbäumen und Lianen. Babar verfügt auch in der Trockenzeit von September bis Dezember über Süßwasserquellen. In der Regenzeit kommt es zu schweren Niederschlägen. Mehrere kleine Flüsse fließen von den Hügeln in Richtung der fruchtbaren Küstenstreifen.

## Einwohner

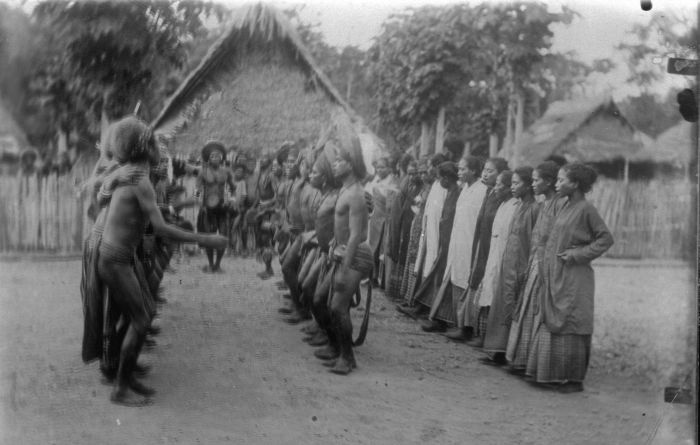
Tänzer bei Tepa um 1915

Auf Babar werden verschiedene Dialekte der Babar-Sprachen aus der Sprachfamilie der zentral-malayo-polynesischen Sprachen gesprochen: Luang an der Westküste, Imroing, Tela-Masbuar und Emplawas an der Südwestküste, Südost-Babar an der Südostküste und Nord-Babar an der Nordküste.
Die ursprünglichen Einwohner Babars sind Melanesier. Sie gehören mehrheitlich zur protestantischen Kirche der Molukken (Gereja Protestan Maluku, GPM), einem Ableger der Niederländisch-reformierten Kirche. In Tepa befindet sich zudem eine Moschee.

## Geschichte
Im 17. Jahrhundert errichtete die Niederländische Ostindien-Kompanie auf Babar einen Militärstützpunkt, der dem Gouverneur von Banda untergeordnet war. Dieser bestand aus einem Korporal und zwei Soldaten. Im 18. Jahrhundert wurde Babar von einem Ober-Orang-Kaya und verschiedenen Orang Kayas regiert. Gleichzeitig regierte der Ober-Orang-Kaya von Babar die Insel Wetan.
Im Oktober 1944 wurden in Emplawas, an der Südküste Babars, 710 Zivilisten durch japanische Truppen ermordet. Damals war das Dorf ein wichtiges Tabakanbaugebiet mit einer jährlichen Produktion von 6000 kg. Das japanische Militär versuchte gewaltsam die Tabakherstellung unter ihre Kontrolle zu bringen. Als die Dorfbewohner sich zur Wehr setzten, wurde fast die gesamte Bevölkerung durch die Japaner umgebracht.

## Wirtschaft und Transport
Landwirtschaftliche Hauptprodukte sind Sago und Mais.
Babar ist nur mit dem Schiff erreichbar. Einen Flughafen gibt es nicht.